# 英红1号
英红1号，是广东省农业科学院茶叶研究所研发推广的一种茶叶品种、中国国家级茶树良种。

## 沿革
英红1号属无性繁殖品种，乔木型、大叶类、早生种，其植株高大，叶片呈椭圆形深绿色，种植适用营养钵扦插育苗、移栽。1959年至1986年，广东省农业科学院茶叶研究所从阿萨姆种中采用单株育种法育成，并在广东英德、清远、湛江等地有栽培，此外四川、湖南、福建等地有引种。1987年，英红1号通过全国农作物品种审定委员会认定（编号GS13047-1987），适制红茶。其产量高，但抗旱、抗寒能力差，主要病虫害为螨类。